# Jeffrey (Film)
Jeffrey ist ein Film des Regisseurs Christopher Ashley aus dem Jahr 1995. Die Tragikomödie basiert auf dem gleichnamigen Off-Broadway-Stück und wurde von den Filmstudios The Booking Office und Workin' Man Films produziert.

## Handlung
Jeffrey ist ein erfolgloser New Yorker Schauspieler, der sich seinen Lebensunterhalt als Kellner verdient. Als AIDS besonders in der schwulen Community ein immer größeres Thema wird und die Angst davor beständig zunimmt, beschließt er, künftig auf Sex zu verzichten. Doch kaum hat er diesen Entschluss gefasst, verliebt er sich in Steve aus dem Fitness-Studio. Gerade als er sein No Sex-Vorhaben wieder abblasen will, erfährt er, dass Steve HIV-positiv ist und für Jeffrey bricht eine Welt zusammen. Er versucht verzweifelt, Steve nicht mehr über den Weg zu laufen, doch dieser geht ihm nicht mehr aus dem Kopf. Jeffreys Freunde Sterling und Darius versuchen immer wieder ihn davon zu überzeugen, Steve doch eine Chance zu geben. Die Geschichte erfährt schließlich eine Wendung, als bei dem HIV-positiven Darius das Virus ausbricht.

## Rezeption
Nach einem gleichnamigen Off-Broadway-Erfolg inszenierte Christopher Ashley den ersten Film, der das heikle Thema AIDS von der humoristischen Seite aus betrachtet. Unverkrampfte Dialoge und eine originelle Story verleihen der Komödie trotz ihrer ernsten Themen ein Maß an Gelassenheit, das tabubrechend wirkte. 
Bemerkenswert an Jeffrey sind auch Szenen, in denen sich die Darsteller direkt an das Publikum wenden und erzählen, nachdem die eigentliche Filmszene eingefroren wurde (Durchbrechung der "vierten Wand"), oder wenn sich plötzlich die Statisten in das Filmgeschehen einmischen.

## Kritik
- „Brillante Komödie über Lieben und Lachen in den Zeiten von Aids.“ (Cinema)
- „Ein provozierender Film nach einem Bühnenstück, der neben der ernsten Thematik sein Sujet zugleich für einige grelle Schlaglichter auf die Szene nutzt.“ (film-dienst)